# Can Ragué (Gualba)
Can Ragué és una obra de Gualba (Vallès Oriental) inclosa a l'Inventari del Patrimoni Arquitectònic de Catalunya.

## Descripció
Edifici entre parets mitgeres, compost de soterrani, planta baixa i pis. La façana és de composició simètrica. La planta baixa té dues finestres i un portal d'entrada i el pis superior té tres balcons. Remata la façana una balustrada amb un cos central més gran on hi ha una terracotta en forma d'escut. Els elements formals lo donen un caràcter neoclàssic.

## Història
Aquesta casa, igual que les altres que es troben al carrer principal de la vila és dels edificis més representatius de l'arquitectura del primer terç del segle xx.